# Križ na Marjanu
Križ na Marjanu (Kerumov križ) je križ na vrhu Marjana Telegrinu (drugi vrh). Dao ga je podići bivši splitski gradonačelnik Željko Kerum.
Građen je od 3. svibnja 2013. godine do 19. srpnja 2013. godine. Ukupna vrijednost radova i materijala je 800.287,03 kune. Za križ je dano donacija 474.454,92 kune. Naručitelji su namjeravali podići križ visine 23 metra. S obzirom na status Marjana kulturnim krajolikom, moralo se prije zemljanih radova sprovesti arheološko istraživanje ili dobiti od konzervatora uvjete za arheološki nadzor. Izvođači su pročelniku konzervatora ponudili četiri rješenja, od kojih je jedno bilo po projektu iz 1927. godine, odnosno križ od šest metara s postoljem od dva metra. Odobreno je ono koje je križ zarotiralo i većih je dimenzija (tražili su da bude četiri metra veći od sačuvanih crteža za križ koji se planiralo postaviti 1927.). Konzervatori su gradskoj upravi bili poslali “Nadopunu mišljenja” u kojem su tražili da križ s postoljem ne bude viši od osam metara. Ministarstvo kulture dalo je smjernice za deset i po njima su izvedeni radovi.
Početkom radova na pripremi križa radilo je tridesetak ljudi. Izrađen je u radionici po ručnoj obradi tehnikom martelina. Prije postavljanja križa napravljen je kameni postament koji je brzo bio gotov. Glavno tijelo križa dopremljeno je koncem tjedna poslije početka radova. Stigao je u šestorima dijelovima. Četiri su okomita i dva su vodoravna. Svaki je dimenzija 70x70x300 centimetara. Izvorno je bilo predviđeno da križ bude gotov do 14. svibnja 2013. godine.
Visine je 13 metara sa stubištem. Od zadnje stube do vrha križa je 10 metara. Za izgradnju je utrošeno 46 prostornih metara kamena za podnožje i 8,6 prostornih metara za križ. Za križ i postament rabljen je kamen planit. Za oblogu podnožja križa rabljen je kamen "zeleni jadran". Kamen za križ je iz kamenoloma u Planom kraj Trogira.
Blagoslovljen je 13. rujna 2013. godine. Službe Riječi i molitve vodili su župnik župe sv. Stjepana u borima fra Žarko Relota, i generalni vikar Splitsko-makarske nadbiskupije don Ivan Čubelić. Obred blagoslova obavio je župnik sv. Križa don Ivan Sučić, a tijekom molitvenog slavlja pjevao je župni zbor iz Velog Varoša.